# Aylin Kösetürk
Aylin Kösetürk  (* 5. August 1993 in Wien) ist ein österreichisches Model türkischer Abstammung. Bekannt wurde sie als die Siegerin der zweiten Staffel der Casting-Show Austria’s Next Topmodel des österreichischen Privatfernsehsenders Puls 4. Das Finale der Castingshow wurde am 4. Februar 2010 ausgestrahlt.

## Leben
Aylin Kösetürk wurde in Wien als Tochter eines aus der Türkei stammenden Frisörs und einer Dolmetscherin geboren. Sie wuchs in Wien auf und begann eine Lehre zur Hotel- und Gastgewerbeassistentin.
Aylin Kösetürk nahm an der Casting-Show Austria’s Next Topmodel teil, die ab dem 25. November 2009 wöchentlich auf dem Fernsehsender Puls 4 ausgestrahlt wurde. Sie gewann als Fotomodel dabei den Job als Testimonial für eine Werbekampagne des niederösterreichischen Mineralwasserabfüllers Vöslauer. Kösetürk zog als eine von vier Kandidatinnen in das Finale ein, in dem sie am 4. Februar 2010 als Siegerin hervorging. Als Gewinnerin war Kösetürk auf dem Titelbild des österreichischen Frauenmagazins woman zu sehen. Sie durfte auf der Pariser Fashion Week als Mannequin für Jean-Charles de Castelbajac laufen und bei einer Kampagne des deutschen Modemachers Philipp Plein mitwirken sowie für den Sportartikelhändler Hervis als Testimonial für die Marke Brunotti werben. 
Nach dem Ende der Sendung besucht sie ein Gymnasium und arbeitet als Kellnerin in einer Wiener Weinbar.
Im Frühling 2013 wirbt Aylin Kösetürk gemeinsam mit Nina Proll, Bettina Assinger und Doris Rose für Jones Damenmoden.
Aylin Kösetürk steht bei der Modelagentur Wiener Models unter Vertrag.

### Modelkritik
Die Jury der Casting-Show Austria’s Next Topmodel kritisierte an  Kösetürk, dass ihre Körpergröße für eine internationale Modelkarriere klein sei. Ihre Größe wurde ursprünglich mit 172 cm angegeben. Seit dem Sommer 2009 soll Kösetürk gewachsen sein, sodass sie im Februar 2010 174 cm misst. Andererseits lobte die Jury Kösetürks markantes Äußeres und ihren hohen Wiedererkennungswert.